# Metaplagia latifrons
Metaplagia latifrons là một loài ruồi trong họ Tachinidae.